# No Dice
No Dice är ett musikalbum av Badfinger lanserat i november 1970 på skivbolaget Apple Records. Albumet spelades in från april till augusti 1970 i Abbey Road Studios och Trident Studios i London. Albumets singel "No Matter What" blev en hit i Storbritannien där den nådde femte plats på UK Singles Chart, samt i USA med en åttonde plats på singellistan. Albumet innehåller även originalinspelningen av Without You som senare blev en stor hit i Harry Nilssons version.

## Låtlista
(kompositör inom parentes)
1. "I Can't Take It" (Pete Ham) – 2:57
2. "I Don't Mind" (Tom Evans, Joey Molland) – 3:15
3. "Love Me Do" (Molland) – 3:00
4. "Midnight Caller" (Ham) – 2:50
5. "No Matter What" (Ham) – 3:01 +
6. "Without You" (Ham, Evans) – 4:43
7. "Blodwyn" (Ham) – 3:26
8. "Better Days" (Evans, Molland) – 4:01
9. "It Had to Be" (Mike Gibbins) – 2:29
10. "Watford John" (Evans, Gibbins, Ham, Molland) – 3:23
11. "Believe Me" (Evans) – 3:01 +
12. "We're for the Dark" (Ham) – 3:55

## Listplaceringar
- Billboard 200, USA: #28[2]